# Prokopis Pavlopoulos
Prokopis Pavlopoulos (în greacă Προκόπης Παυλόπουλος, n. 10 iulie 1950, Kalamata, Peloponez, Grecia de Vest și Insulele Ionice⁠(d), Grecia) este un jurist, profesor universitar și politician grec, actualul președinte al Republicii Elene, începând de la 13 martie 2015.

## Date biografice
Prokopis Pavlopoulos s-a născut în Kalamata, în familia profesorului Vasilios Pavlopoulos, filolog. A copilărit și a urmat școala în același oraș, până în 1968, când s-a înscris la Facultatea de Drept a Universității din Atena. După absolvirea acesteia, în 1973, a devenit secretarul președintelui de atunci al Republicii Elene, Mihail Stasinopoulos⁠(en)[traduceți] (1974).
A beneficiat de o bursă a guvernului francez și a obținut în 1975 Diploma de Studii Aprofundate (DEA) la Universitatea Panthéon-Assas (Paris-II), iar doi ani mai târziu doctoratul în drept public la aceeași universitate. Ulterior s-a întors în Grecia, pentru satisfacerea serviciului militar la arma transmisiuni (1978-1979).
Și-a început cariera de avocat la baroul din Atena în 1978, colaborând inițial cu biroul de avocatură al lui Nikos Alivizatos, iar în 1996 și-a înființat propriul său cabinet. A fost consilier juridic al mai multor societăți comerciale și instituții, membru al consiliului de administrație al Fundației Culturale Grecești și vicepreședinte al consiliului de administrație al Radioteleviziunii Elene. În 2003, ca urmare a noilor reglementări referitoare la incompatibilitatea funcției de parlamentar cu exercitarea unor profesiuni liberale, s-a retras din activitatea de avocatură, dedicându-se exclusiv celei didactice și politice.
E căsătorit cu Vlasia Pavlopoulou-Peltsemi și au împreună trei copii (două fete și un băiat). Vorbește fluent limbile germană, engleză și franceză.

## Activitate academică
În 1981, Prokopis Pavlopoulos și-a început activitatea didactică în învățământul superior, ca lector la catedra de drept public a Facultății de Drept a Universității din Atena. În 1983 a devenit conferențiar și în 1986 profesor asociat. Din 1989, este profesor titular al disciplinei „Drept administrativ”. În anul universitar 1991-1992 a deținut funcția de director al secției de drept public a aceleiași facultăți.
A predat și ca profesor invitat la Universitatea Paris-II (1986).
Este autorul a numeroase lucrări de specialitate în domeniul dreptului public, administrativ și constituțional care s-au bucurat de recunoașterea comunității științifice.

### Lucrări principale
- La directive en droit administratif, Paris, 1978
- Η ιστορική καταγωγή της διακρίσεως του δικαίου σε δημόσιο και ιδιωτικό, Atena, 1980
- Η αστική ευθύνη του δημοσίου, Atena-Komotini, vol.1, 1986, vol.2, 1989
- Εγγυήσεις του δικαιώματος δικαστικής προστασίας στο ευρωπαϊκό κοινοτικό δίκαιο, Atena-Komotini, 1993
- Η αναθεώρηση του Συντάγματος, Atena, 2010
- Το λυκόφως των πολιτικών ηγεσιών, Atena, 2011
- Το δημόσιο δίκαιο στον αστερισμό της οικονομικής κρίσης, Atena, 2013

## Carieră politică
Prokopis Pavlopoulos și-a format convingerile politice în perioada Juntei militare din Grecia (Dictatura coloneilor, 1967-1974). A fost puternic influențat de legătura sa de tinerețe cu Mihail Stasinopoulos⁠(en)[traduceți], fost judecător și președinte al Consiliului de Stat (tribunalul administrativ suprem din Grecia). În anii în care l-a cunoscut, acesta fusese înlăturat din funcție și condamnat la domiciliu forțat de către autorități, ca urmare a deciziei sale judecătorești de respingere a legalității regimului dictatorial. După restaurarea democrației, Stasinopoulos a fost ales primul președinte (interimar) al Celei de-a treia Republici Elene (1974-1975). Acesta a reprezentat și primul contact cu instituția supremă din stat al tânărului Pavlopoulos, care a devenit la  vârsta de 24 de ani secretarul președintelui republicii.
De-a lungul întregii sale cariere politice, a activat în cadrul partidului Noua Democrație, de centru-dreapta, înființat în 1974 de către Konstantinos Karamanlis. A ocupat diferite funcții în structurile organizației, culminând cu aceea de membru al Consiliului Politic al Comitetului Central (2004).
Prima participare la guvern a lui Prokopis Pavlopoulos datează din perioada decembrie 1989 – aprilie 1990, când a fost numit ministru adjunct pe lângă Președinția Consiliului de Miniștri, însărcinat cu mass media, cu atribuții de [[[purtător de cuvânt]], în guvernul de coaliție națională („ecumenic”) al premierului Xenofon Zolotas.
Din 1990 până în 1995, Prokopis Pavlopoulos a revenit la Palatul Prezidențial din Atena⁠(en)[traduceți], în calitate de director al Oficiului juridic al Președinției Republicii Elene, pe durata celui de-al doilea mandat al președintelui conservator Konstantinos Karamanlis. În septembrie 1995, a devenit consilier politic al președintelui de atunci al partidului Noua Democrație și lider al opoziției parlamentare, Miltiadis Evert⁠(en)[traduceți]. Acesta din urmă l-a numit, la 29 aprilie 1996, purtătorul de cuvânt al partidului său, responsabil cu presa și informarea, în vederea alegerilor parlamentare din același an, funcție pe care a deținut-o până în 1997.
La alegerile parlamentare din 1996, Prokopis Pavlopoulos a candidat pe lista „de stat” (ψηφοδέλτιο επικρατείας / psifodeltio epikrateias - candidaturi supuse la vot în întregul teritoriu) a partidului Noua Democrație și a fost ales pentru prima dată membru al legislativului grec. În alegerile următoare (2000, 2004, 2007, 2009, 2012), a candidat și a fost ales ca deputat al primei circumscripții electorale din Atena. Cariera sa parlamentară însumează astfel o perioadă de 18 ani (1996-2014), fără întrerupere. În legislatura 2000-2004, a fost desemnat purtător de cuvânt parlamentar al partidului Noua Democrație (în opoziție).
În urma victoriei în alegeri a partidului său, Prokopis Pavlopoulos a fost numit Ministru de Interne, al Administrației Publice și Descentralizării în primul guvern al premierului Kostas Karamanlis⁠(en)[traduceți] (10 martie 2004), funcție pe care a deținut-o până la 24 august 2007 (demisie). În cel de-al doilea guvern Kostas Karamanlis, acest minister a fuzionat cu Ministerul Ordinii Publice, iar Prokopis Pavlopoulos a fost numit din nou Ministru de Interne, în noua formulă unificată (19 septembrie 2007 – 11 septembrie 2009).
După 2009, când Noua Democrație a pierdut alegerile și conducerea partidului a fost preluată de către Antonis Samaras, Prokopis Pavlopoulos nu a mai ocupat funcții de decizie importante, dar și-a continuat cariera de parlamentar. La sfârșitul anului 2014, el a declarat că nu va mai participa la viitoarele alegeri parlamentare.